# Футбол в Иран
Иранската футболна федерация е основана през 1920. Член на ФИФА от 1945, член на АФК (Азиатска футболна конфедерация) от 1958. Международен дебют през 1950 срещу Турция - 1:6. Успехи: шампион на Азия през 1968, 1972 и 1976. Победител на Азиатските игри през 1974 г. Участва на световните първенсва през 1978, 1998, 2006 г. Цветове на националния отбор: зелени фланелки, бели гащета, червени чорапи (резервни: изцяло в бяло). Най-голям стадион: „Азади“ в Техеран за 100 000.
Един от най-популярните футболисти от националния отбор на Иран е бившия играч от Бундеслигата Али Даеи, както и капитана на националната гарнитура Карим Багери. Една от най-актуалните „звезди“ на иранския футбол е играча на немския „Бохум“ Вахид Хашемян. През 2006 г., по повод световното първенство по футбол, което се проведе в Германия, световноизвестния поп-певец от ирански произход Араш подготви специална песен за националния отбор на Иран – "Iran, Iran".